# Majesty (Band)
Majesty war eine deutsche Heavy-Metal-Band, die zwischen 2008 und 2011 unter dem Namen MetalForce bekannt war. Ihre Musik orientiert sich stark an der Stilrichtung traditioneller Heavy-Metal-Bands wie z. B. Manowar, Iron Maiden, Judas Priest und Accept.

## Bandgeschichte

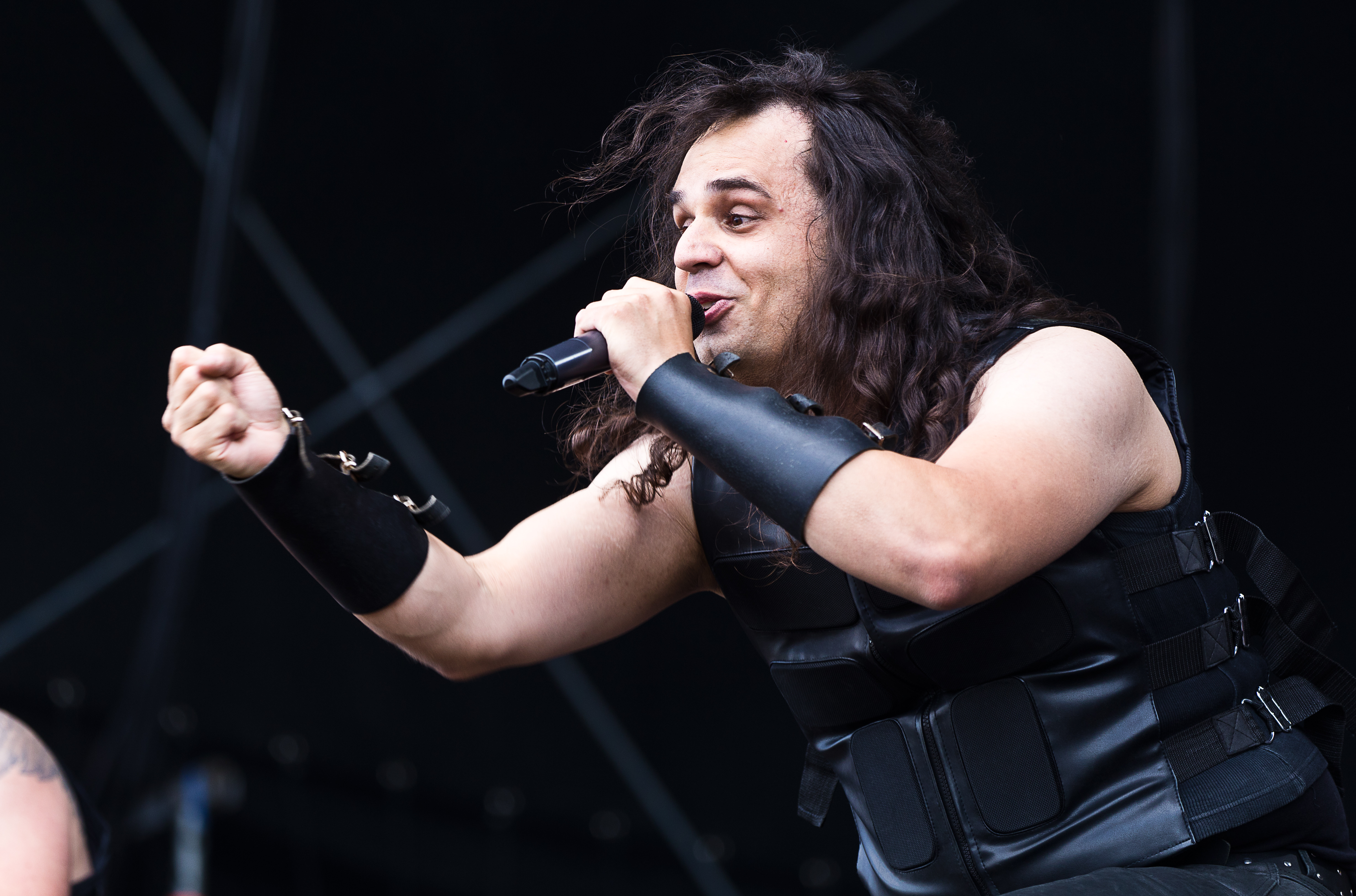
Sänger Tarek Maghary auf dem Rockharz 2015 in Ballenstedt

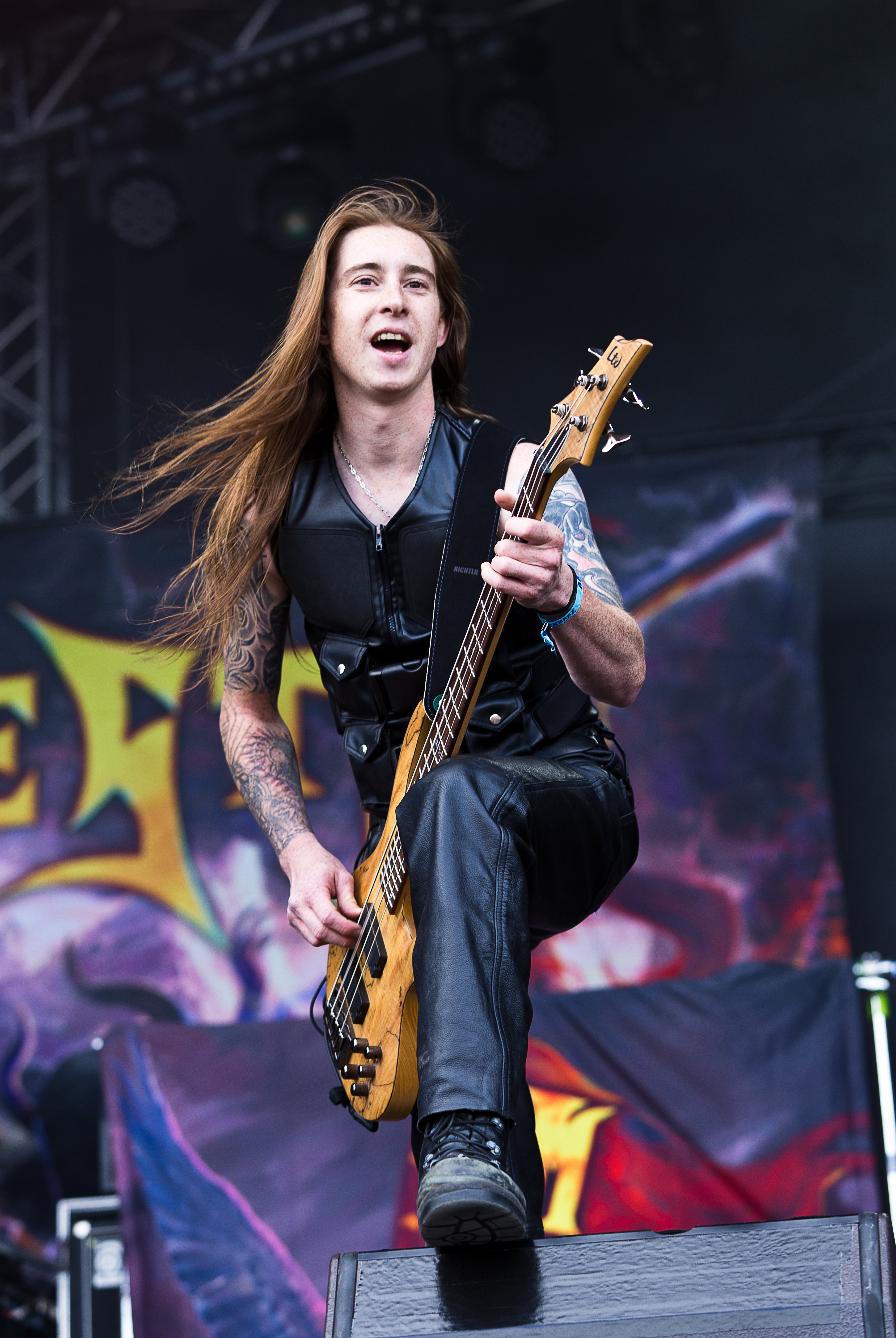
Bassist Alex Voß auf dem Rockharz 2015 in Ballenstedt

Gegründet wurde die Band 1997 von Tarek „MS“ („Metal Son“) Maghary und Udo Keppner. Im Sommer 1998 fand der erste Auftritt von Majesty in Kupprichhausen statt. Bis 2000 spielten sie auf diversen Metal-Festivals und veröffentlichten zwei Demotapes, die gut in der Metal-Szene ankamen. Eine Erbschaft Magharys ermöglichte es Majesty, im Jahr 2002 das erste eigenproduzierte, professionelle Studioalbum Keep It True zu veröffentlichen. Viele Magazin-Sampler enthielten Tracks wie Son of Metal, Strong as Steel, Keep It True und Hail to Majesty. In typischer True-Metal-Manier wechselten die Songs von romantischen Darstellungen von Fantasy- und Mittelalterschlachten zu epischen Oden an den Metal. Auf der Bühne zeigte sich die Band ganz in schwarzem Leder und Nietenarmbändern. Nach erfolgreichen Konzerten, u. a. beim Bang-Your-Head-Festival, erhielten Majesty 2001 einen Plattenvertrag bei Massacre Records.
2002 wurde das offizielle Debütalbum Sword and Sorcery veröffentlicht. Für den Song Heavy Metal wurde vom ehemaligen Manowar-Gitarristen Ross the Boss ein Solo eingespielt. Das Coverbild gestaltete Ken Kelly, der u. a. bereits für Manowar und Kiss arbeitete.
Im Sommer 2003 richtete Tarek Maghary mit Keep It True in Lauda-Königshofen ein eigenes Metal-Festival aus. Im Oktober 2003 veröffentlichte die Band das nächste Studioalbum Reign in Glory. Maghary konzentrierte sich ab diesem Zeitpunkt ausschließlich auf den Gesang, Rolf Munkes übernahm die Gitarre. Kurz danach stieg zudem der Mannheimer Gitarrist Björn Daigger bei der Band ein. Außerdem fand im Frühjahr 2004 das zweite Keep-It-True-Festival statt, auf dem Majesty – wenn auch nicht als Headliner – ebenfalls auftraten.
Das erste Live-Album der Band, Metal Law (Doppel-CD und DVD), wurde im Sommer 2004 veröffentlicht.
Im April 2006 trennten sich Majesty aus persönlichen Gründen von ihrem Gitarristen Munkes. Sein Nachfolger wurde Christian Münzner.
Mit dem 2006er Album Hellforces stieg die Band zum ersten Mal in die deutschen Albumcharts ein, um anschließend mit Mystic Prophecy auf Europatour zu gehen. Einen Gastauftritt auf diesem Album hatte Udo Dirkschneider (Sänger bei U.D.O. und ehemals Accept), der für die Nahaufnahme des Stücks Metal Law vom gleichnamigen Live-Album einige Gesangsparts übernommen hatte.
Am 6. und 7. Juli 2007 traten Majesty zudem beim ersten, von Manowar ausgerichteten, Magic Circle Festival in Bad Arolsen auf.
Anfang 2008 verließ der Schlagzeuger Michael Gräter aus familiären Gründen die Band; sein Nachfolger wurde Jan Raddatz.
Tarek Maghary ist auch verantwortlich für das Projekt Dawnrider, in dem ein Fantasyroman in bislang einem Konzeptalbum umgesetzt wurde. Dafür wurden zahlreiche Gastmusiker aus der Metal-Branche verpflichtet.
Am 12. Juli 2008 wurde bei Majestys Auftritt auf dem zweiten Magic Circle Festival verkündet, dass die Band sich in MetalForce umbenannt hat. Ihr gleichnamiges Album erschien im September 2009 unter dem Label Magic Circle Music, das von Manowar-Gründer und Bassist Joey DeMaio geleitet wird.
Anfang 2010 wurde mit Josef Echter, der schon im Jahr zuvor auf einem Konzert ausgeholfen hat, ein weiteres festes Bandmitglied bekanntgegeben. Aus gesundheitlichen Gründen verließ er die Band jedoch im selben Jahr wieder. Außerdem haben MetalForce, zusammen mit HolyHell als Special Guest, Manowar auf deren Death to Infidels World Tour (in Deutschland und Holland) begleitet.
Im Frühjahr 2011 gaben MetalForce ihre Auflösung bekannt, bei gleichzeitiger Wiedervereinigung unter dem ursprünglichen Namen Majesty. Als Gründe wurden unter anderem die größtenteils negativen Reaktionen der Fans auf den Namenswechsel genannt. Weiterhin hieß es, dass viele Musikpromoter die Band nur als Majesty auftreten lassen wollten, da sie als MetalForce relativ unbekannt waren. Infolgedessen verließ Freddy Schartl die Band und wurde durch Alex Palma ersetzt, ebenso wurde der ehemalige Gitarrist Björn Daigger für Live-Auftritte verpflichtet.
Am 2. September 2011 wurde über Massacre Records mit der Doppel-CD Own the Crown ein Best-of-Album veröffentlicht, das auf der ersten CD eine Songauswahl aus den ersten vier Majesty-Alben und auf der zweiten diverse neue, nur auf Sondereditionen oder online verfügbare Songs sowie Neu- und Live-Aufnahmen und Demos enthält.
Am 15. Oktober 2012 erschien unter dem Titel Shake the Ground eine Aufnahme des Comeback-Konzerts auf DVD. Das sechste Studioalbum Thunder Rider erschien am 4. Januar 2013 über NoiseArt Records. Mit dem neuen Album folgte auch die erste Tour seit der Wiedervereinigung. Zusammen mit Grave Digger, Wizard und Gun Barrel tourten Majesty im Frühjahr 2013 auf der German Metal Attack Tour, im Herbst folgte eine weitere Tour mit Powerwolf. Dazu wurde mit Robin Hadamovsky, welcher Im Frühjahr bereits bei Live-Auftritten die Rhythmusgitarre übernahm, als festes Mitglied bestätigt. Weiterhin verließ Alex Palma die Band aus familiären Gründen und wurde durch Carsten Kettering ersetzt, der jedoch Anfang 2014 die Band ebenfalls wieder verließ. Ab 2014 war Alex Voss am Bass tätig.
Ein weiteres Album mit dem Titel Banners High erschien am 20. Dezember 2013. Veröffentlicht wurde es abermals über NoiseArt Records. In diesem Zeitraum folgte eine Support-Tour zusammen mit Rage, im Frühjahr 2014 die erste Headlinertour seit der Wiedervereinigung.
Das siebte Studioalbum Generation Steel erschien am 20. März 2015. Der erste Song daraus, Hawks Will Fly, zu dem auch ein Videoclip gedreht wurde, wurde am 28. Februar veröffentlicht. Dem folgte eine Headlinertour durch Deutschland und Teile Europas. Im Anschluss dieser Tour gab Gitarrist Tristan Visser seinen Ausstieg bekannt, um sich auf seine Solo-Karriere konzentrieren zu können. Sein Nachfolger wurde Emanuel Knorr, welcher schon vor seinem offiziellen Beitritt im Juli als Gastmusiker bei mehreren Auftritten aushalf.
Am 3. März 2017 erschien das bisher erfolgreichste Majesty Album Rebels, welches Platz 16 in den deutschen Album-Charts erreichte.
Am 6. April 2023 gaben Majesty ihre erneute Auflösung bereits zum Ende des Monats bekannt. Die Releaseshow zum neuen und letzten Album Back to Attack  in der Posthalle Würzburg sollte damit auch die letzte Majesty-Show werden.

## Diskografie

### Studioalben
- 2000: Keep It True
- 2002: Sword & Sorcery
- 2003: Reign in Glory
- 2006: Hellforces
- 2009: MetalForce (als MetalForce)
- 2013: Thunder Rider
- 2013: Banners High
- 2015: Generation Steel
- 2017: Rebels
- 2019: Legends
- 2023: Back to Attack

### Anderes
- 1999: Majesty (Demo)
- 1999: Metal Monarchs (Demo)
- 2004: Metal Law (Livealbum)
- 2006: Sons of a New Millennium (EP)
- 2011: Own the Crown (Compilation)
- 2012: Shake the Ground (Live-DVD)